# Crucifixió de Crist, amb dos donants (El Greco)
La Crucifixió de Crist, amb dos donants és una obra d'El Greco, realitzada en oli sobre llenç aproximadament l'any 1580. Està catalogada per Harold Wethey amb el número 74 al Catàleg raonat d'obres d'El Greco, i considerat del Tipus-I, dins de les Crucifixions realitzades per aquest pintor.

## Temàtica de l'obra
En un Crist a la Creu només apareix el Crucificat, que pot estar representat davant un paisatge, on també hi poden haver figures de mida petita.
En canvi, en una Crucifixió, a més de Crist crucificat, també hi són representades altres figures de mida gran, que poden estar davant un paisatge, on també hi poden haver altres figures de mida petita. En aquest cas no hi ha cap paisatge, sinó un cel ennuvolat molt característic de les obres de l'etapa espanyola d'El Greco, i dues figures masculines de mig cos, considerades els primers retrats realitzats per aquest artista després d'arribar a Espanya.

## Anàlisi de l'obra
Signat amb lletres majúscules gregues al peu de la Creu. La signatura va ésser pèssimament restaurada.
Crist, que és representat viu, és una de les millors creacions d'El Greco, i el prototip en el qual es basen totes les seves crucifixions posteriors. El seu modelat és un dels més purs i perfectes de tot el corpus pictòric d'aquest artista, amb una gran força, suavitat, sensació táctil, puresa lineal i carácter escultòric de la forma.
Fins al moment present, hom no ha pogut identificar la identitat dels dos personatges representats al peu de la Creu. La suposició de que siguin Diego de Covarrubias y Leyva i el seu germà Antonio de Covarruvias, o bé Diego de Castilla i el seu germà Luís de Castilla, són simples hipòtesis. En tot cas, són dos retrats admirables, en els quals El Greco tracta cada detall amb el procediment adient.

## Procedència
- Jerónimas de la Reina, Toledo; hasta 1835-36
- Galerie Espagnole, Museu del Louvre; 1838
- Lluís Felip I de França; venda a Londres l'any 1853
- Isaac Pereire, París 1863
- Isaac Pereire el dona al tribunal de Justicia de Prada[4][5]
- Ingressa en el Museu del Louvre l'any 1908[2]